# Ehra-Lessien
Ehra-Lessien je obec v zemském okrese Gifhorn, v Dolním Sasku v Německu.

## Testovací polygon VW Group
Severně od Ehra-Lessien (52°38′1″ s. š., 10°45′50″ v. d.) leží zkušební dráha a testovací polygon skupiny VW Group. Postavena byla během studené války v bezletové zóně nedaleko bývalé východoněmecké hranice, jako místo bezpečné pro tajné prototypy.
Je používána všemi dceřinými společnostmi a značkami skupiny Volkswagen, jako jsou Audi, Lamborghini, Bentley, Bugatti Automobiles, SEAT, Škoda a Porsche.
Trať má celkem 96 km, zahrnující širokou škálu povrchů vozovek a křivek, které se používají jako zkušební dráhy pro hodnocení prototypů a nových modelů aut. Nejdůležitější je vysokorychlostní okruh s několika přímými, přibližně 9 km (5.6 mi) dlouhými, úseky. Ačkoli je tato část trati plochá a rovná, není z jednoho konce na druhý vidět - díky zakřivení Země.
Nejvyšší rychlost Bugatti Veyron a McLaren F1 byla zaznamenána na této trati. V epizodě pořadu Top Gear britské stanice BBC Two, vysílané dne 4. února 2007, moderátor James May dosáhl rychlosti 407,9 km/h v Bugatti Veyron. V červenci 2010 zaznamenal automobilový svět nový světový rychlostní rekord s průměrem 431,072 km/h ve vozidle Bugatti Veyron Super Sport s 1200 koní (890 kW).
Dráha se také objevila na National Geographic Channel v pořadu Man-Made, v epizodě o Bugatti Veyron.